# اليوم الدولي لإحياء ذكرى ضحايا أعمال العنف القائمة على أساس الدين أو المعتقد
اليوم الدولي لإحياء ذكرى ضحايا أعمال العنف القائمة على أساس الدين أو المعتقد (بالإنجليزية: International Day Commemorating the Victims of Acts of Violence Based on Religion or Belief)‏ هو حدث للأمم المتحدة، يُقام في 22 أغسطس من كل عام، أقرته الجمعية العامة للأمم المتحدة في 28 مايو 2019، ويهدف إلى إحياء ذكرى ضحايا أعمال العنف القائمة على أساس الدين وإجلالهم، وكذلك تكريم الناجين منه، والدعوة إلى تقديم مرتكبي أعمال العنف إلى العدالة.

## وصلات خارجية
- الموقع الرسمي.